# Expedice Nimrod

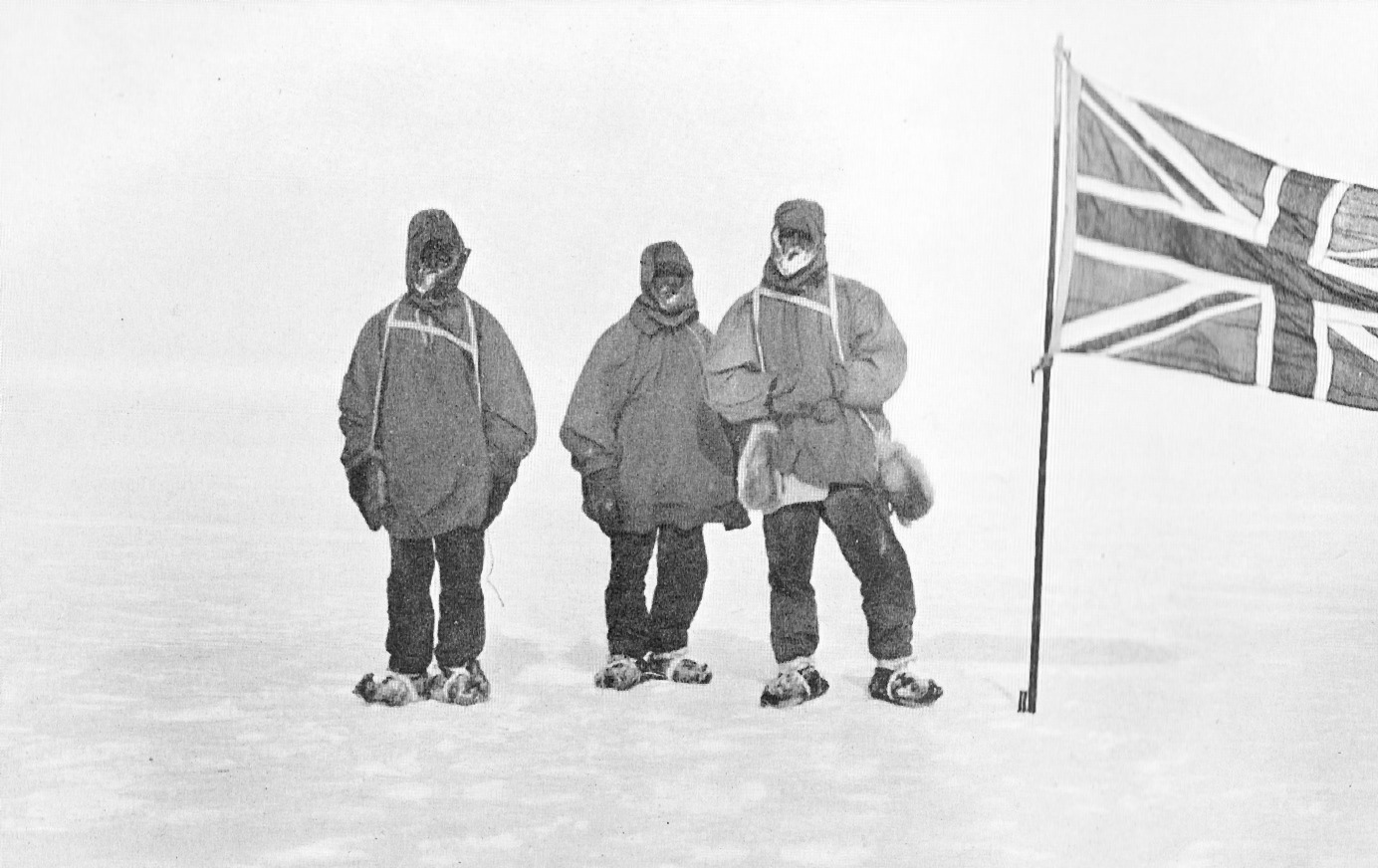
Členové výpravy na nejjižnějším bodu cesty

Expedice Nimrod (Nimrod Expedition) byla britská výzkumná výprava do Antarktidy, kterou v letech 1907–1909 vedl Ernest Shackleton. Byla financována výhradně ze soukromých zdrojů a nesla název podle expedičního plavidla, velrybářského škuneru Nimrod z roku 1867. Polárníci využívali převážně poníky a psy, ale také jako první dopravili na antarktický kontinent motorová vozidla.
Hlavním cílem expedice bylo poprvé v historii dosáhnout jižního pólu. Čtyřčlenná skupina vedená Shackletonem vyrazila ze základního tábora Cape Royds v Zemi krále Edvarda VII., objevila Beardmoreův ledovec (pojmenovaný po hlavním sponzorovi výpravy, ocelářském magnátovi Williamu Beardmoreovi) a překročila Transantarktické pohoří. Po Jihopolární plošině pronikli 9. ledna 1909 do rekordní vzdálenosti 180 km od pólu, pak se museli kvůli vyčerpání a nepříznivým povětrnostním podmínkám vrátit. Expedici se však podařilo zdolat vrchol hory Mount Erebus a její člen Edgeworth David stanul jako první člověk na jižním magnetickém pólu. Douglas Mawson vedl vědecký tým, který shromáždil množství objevných informací o antarktické přírodě. Polárníci také napsali o svých zážitcích společně knihu Aurora Australis.
Shackleton byl po návratu do Británie povýšen do šlechtického stavu.
V roce 2010 byly v boudě, kde expedice přezimovala, nalezeny dobové láhve whisky a brandy.

## Galerie

Trasa výpravy na mapě
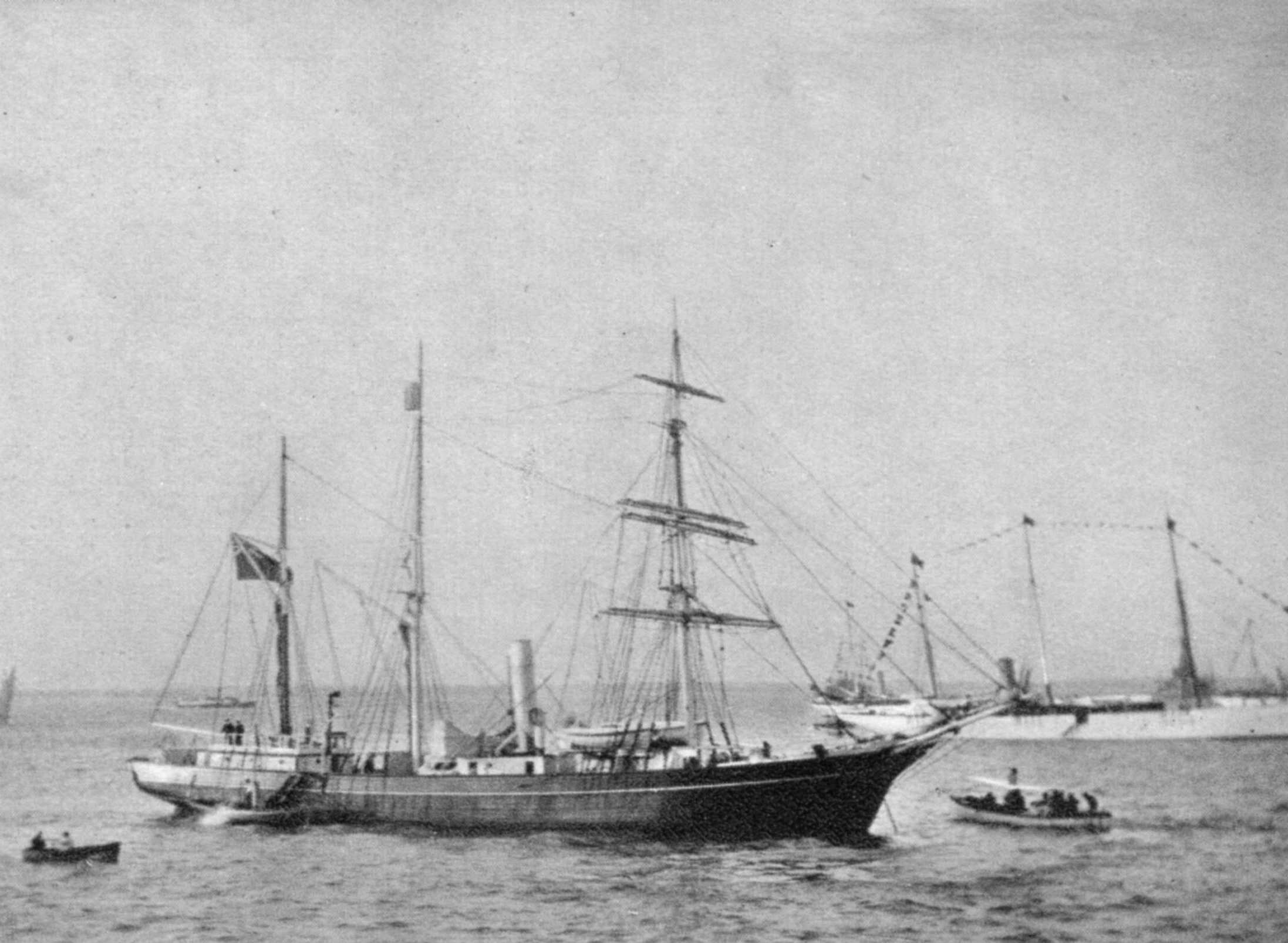
Loď Nimrod
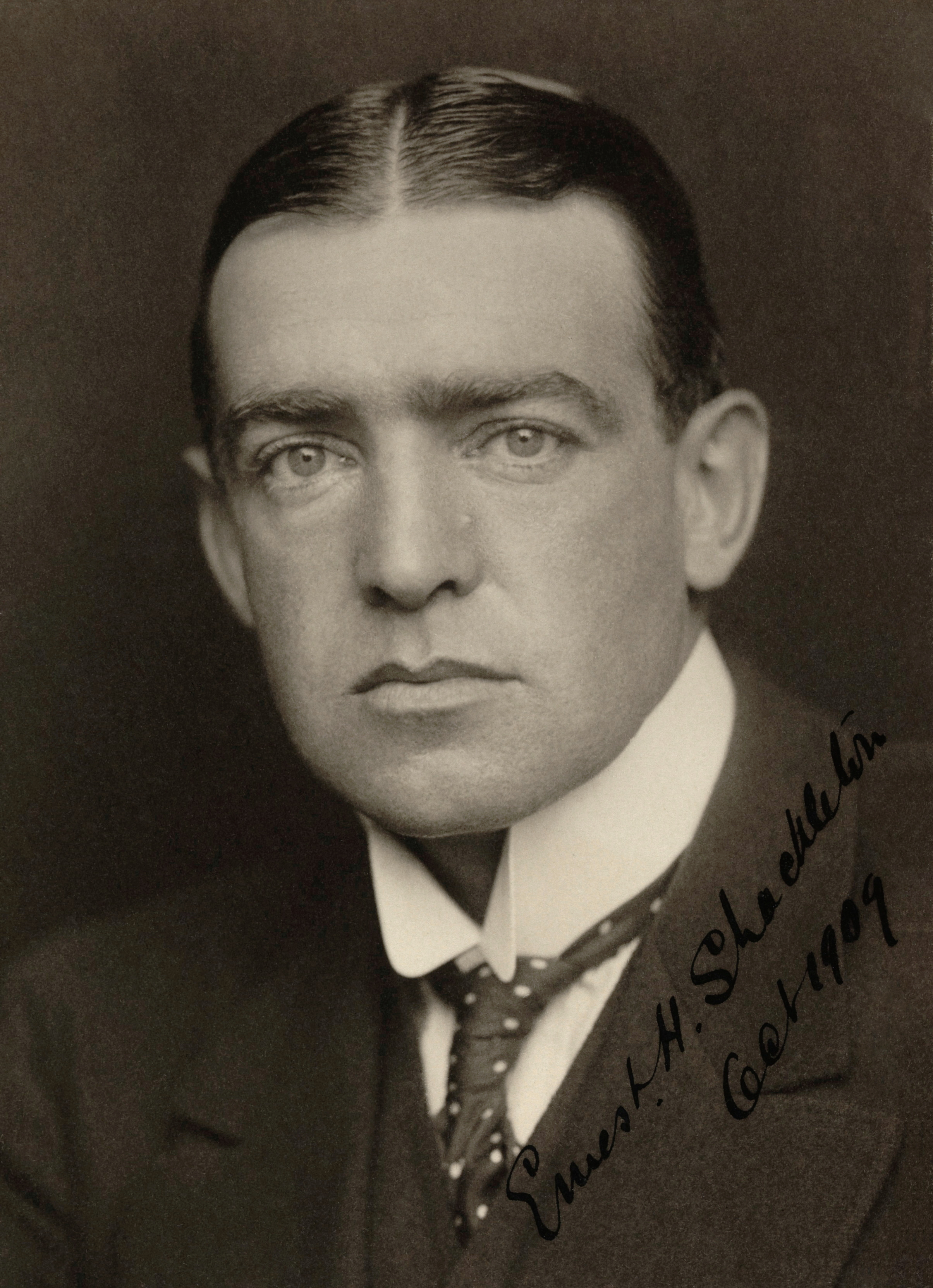
Ernest Henry Shackleton
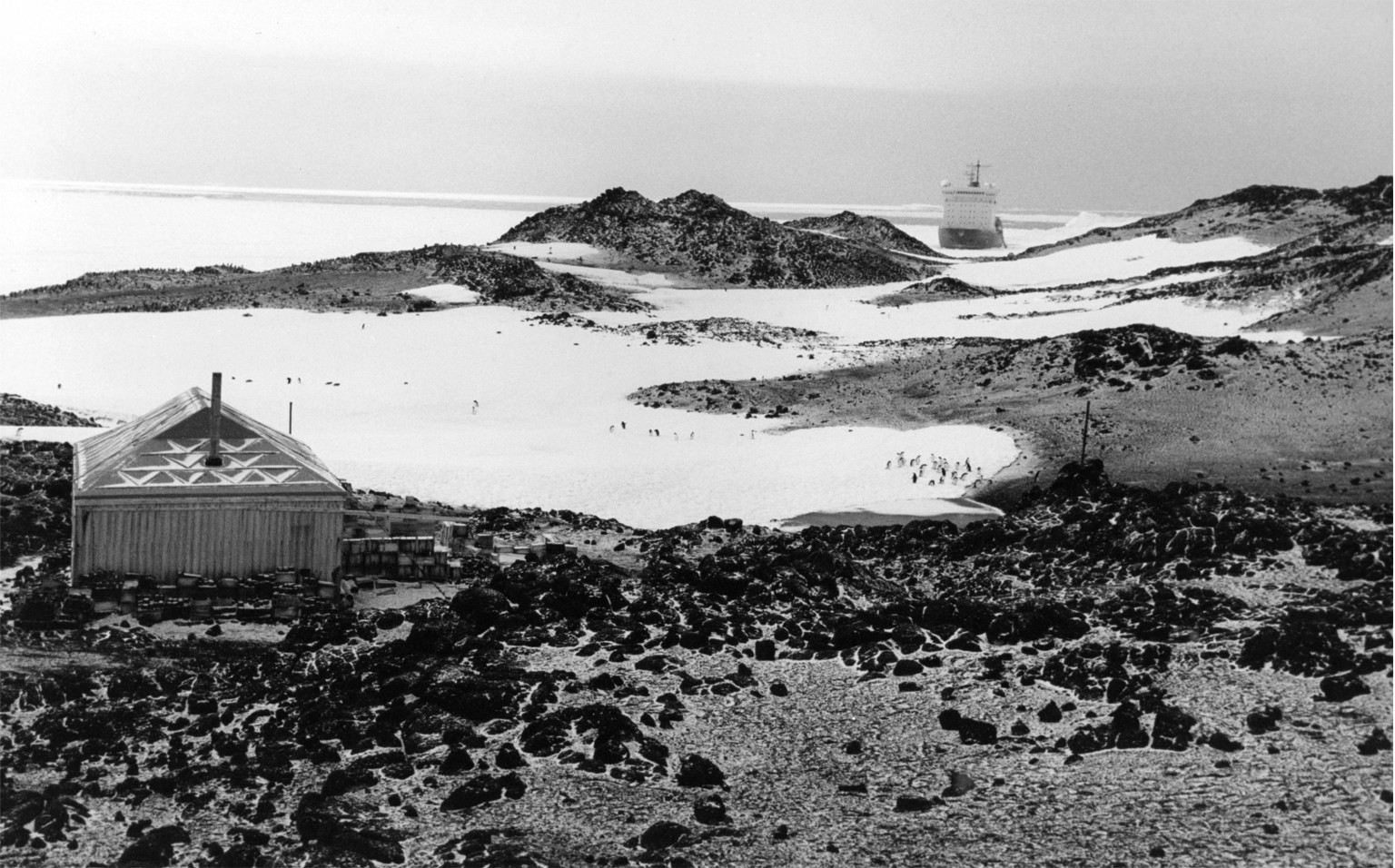
Tábořiště